# Слюсарев, Митрофан Григорьевич
Митрофан Григорьевич Слюсарев (1910—1942) — участник Великой Отечественной войны, командир взвода 203-го танкового батальона (89-я танковая бригада, 1-й танковый корпус, Брянский фронт) лейтенант. Герой Советского Союза (1943, посмертно).

## Биография
Родился 22 августа 1910 года в селе Белогорье (ныне Подгоренского района Воронежской области). Русский.
До переезда в город Миллерово Ростовской области (в 1927 году) учился в Белогорьевской средней школе, где окончил 8 классов. Затем окончил 2 курса техникума. Работал трактористом в совхозе, затем шофёром и механиком гаража в городе Миллерово.
В Красной Армии в 1932—1934 годах и с 1941 года. В этом же году на фронте Великой Отечественной войны. Член ВКП(б) с 1939 года.
Командир взвода танкового батальона лейтенант М. Г. Слюсарёв в боях в районе деревни Мишино (ныне Воловский район Липецкой области) в июле 1942 года в составе экипажа танка уничтожил 4 пушки, 2 миномёта и до эскадрона кавалерии противника. 3 июля его танк был подбит. Члены экипажа погибли, а сам Слюсарев был тяжело ранен и сумел вывести танк с поля боя.
Умер от ран 4 июля 1942 года. Похоронен в селе Юрское Воловского района Липецкой области. По другим данным — похоронен в братской могиле, расположенной в селе Гатище.
За проявленные доблесть и героизм в боях с немецко-фашистскими захватчиками указом Президиума Верховного Совета СССР от 14 февраля 1943 года лейтенанту Слюсареву Митрофану Григорьевичу было присвоено звание Героя Советского Союза посмертно.

## Память
- Именем Героя названа улица в городе Миллерово.
- 9 мая 1976 года в селе Белогорье был открыт мемориальный комплекс в честь погибших воинов-односельчан. Память Героя Советского Союза  Митрофана Слюсарева увековечили установлением мемориальной доски на здании школы, где он учился. Постановлением от 5 июня 1985 года Совет Министров РСФСР присвоил Белогорьевской средней школе Подгоренского района имя Митрофана Слюсарева[3].
- В 2008 году во время ремонтных работ в Воронеже на улице Кирова 8 была обнаружена гипсовая скульптура танкиста М. Г. Слюсарева[4]. Гипсовый бюст передан Воронежскому музею-диораме[5].